# 漢灘江駅
漢灘江駅（ハンタンガンえき）は大韓民国京畿道漣川郡全谷邑にかつて存在した韓国鉄道公社（KORAIL）京元線の駅。　

## 駅構造
単式ホーム1面1線を有する地上駅。ホームに待合所があるのみの簡素な設備となっていた。

### のりば
| ●京元線 | 白馬高地・東豆川方面 |

## 駅周辺
当駅の南側（漢灘江の対岸）で京元線と北緯38度線が交差しており、当駅は韓国で最も北緯38度線に近い駅であった。
- 漢灘江
- 漢灘江遊園地（公園）
- 漢灘橋

## 歴史
- 1975年6月28日 - 開業。
- 2011年7月28日 - 2011年7月の韓国中部集中豪雨による線路の流失で、営業一時中断。
- 2012年3月21日 - 哨城鉄橋の完工により通勤列車の運行が再開され、同時に本数が1日6便に減便。
- 2012年7月1日 - 通勤列車の運行便数が増便。
- 2019年 - 京元線 逍遥山 - 漣川間の電化による路線移設に伴い営業休止。
- 2023年12月16日 - 廃止[1]。

## 隣の駅
韓国鉄道公社　
京元線　
哨城里駅 - 漢灘江駅 - 全谷駅　